# Ectopatria provida
Ectopatria provida är en fjärilsart som beskrevs av Walker 1858. Ectopatria provida ingår i släktet Ectopatria och familjen nattflyn. Inga underarter finns listade i Catalogue of Life.